# Footloose (film fra 2011)
Footloose er en amerikansk film fra 2011. Filmen er instrueret af Craig Brewer, og har Kenny Wormald, Julianne Hough, Dennis Quaid og Andie MacDowell i hovedrollerne. Filmen er en genindspilning af filmen fra 1984 med samme navn, som havde Kevin Bacon i hovedrollen.

## Handling
Efter at pastor Shaw Moore (Dennis Quaid) af den lille landsbyen Bomont mister sin søn Bobby i en bilulykke (hvor også fire venner af Bobby døde), foreslår han et dusin nye lover mod fester for mindreårig – herunder dans uden tilsyn fra voksne, lover som bliver enstemmig vedtaget.
Tre år senere kommer Ren McCormack (Kenny Wormald) til Bomont. Hans mor har netop lidt en langsom død af leukemi, hans far stak af under hendes sygedom, og derfor må han flytte ind hos sin onkel Wes (Ray McKinnon), tante Lulu (Kim Dickens) og deres to små børn. Han bliver umiddelbart betaget af præstens oprørske datter Ariel (Julianne Hough), der daterer de arrogante bilkører Chuck Cranston (Patrick John Flueger). Ren bliver venner med Willard (Miles Teller), som fortæller ham om danseforbudet, og at han har en god tone med Ariel veninde Rusty (Ziah Colon), som her efter også får en "ting" gående med Willard. Ren bestemmer sig umiddelbart for at tage et opgør med Bomonts excentriske love, og for at sikre sig om at afgangselevene på Bomont High får sin skoledans.

## Medvirkende
- Kenny Wormald som Ren McCormack
- Julianne Hough som Ariel Moore
- Dennis Quaid som Reverend Shaw Moore
- Andie MacDowell som Vi Moore
- Miles Teller som Willard Hewitt
- Ser'Darius Blain som Woody
- Ziah Colon som Rusty
- Patrick John Flueger som Chuck Cranston
- Ray McKinnon som onkel Wes Warnicker
- Kim Dickens som tante Lulu Warnicker